# Santa Rosa de Lima (Tortosa)

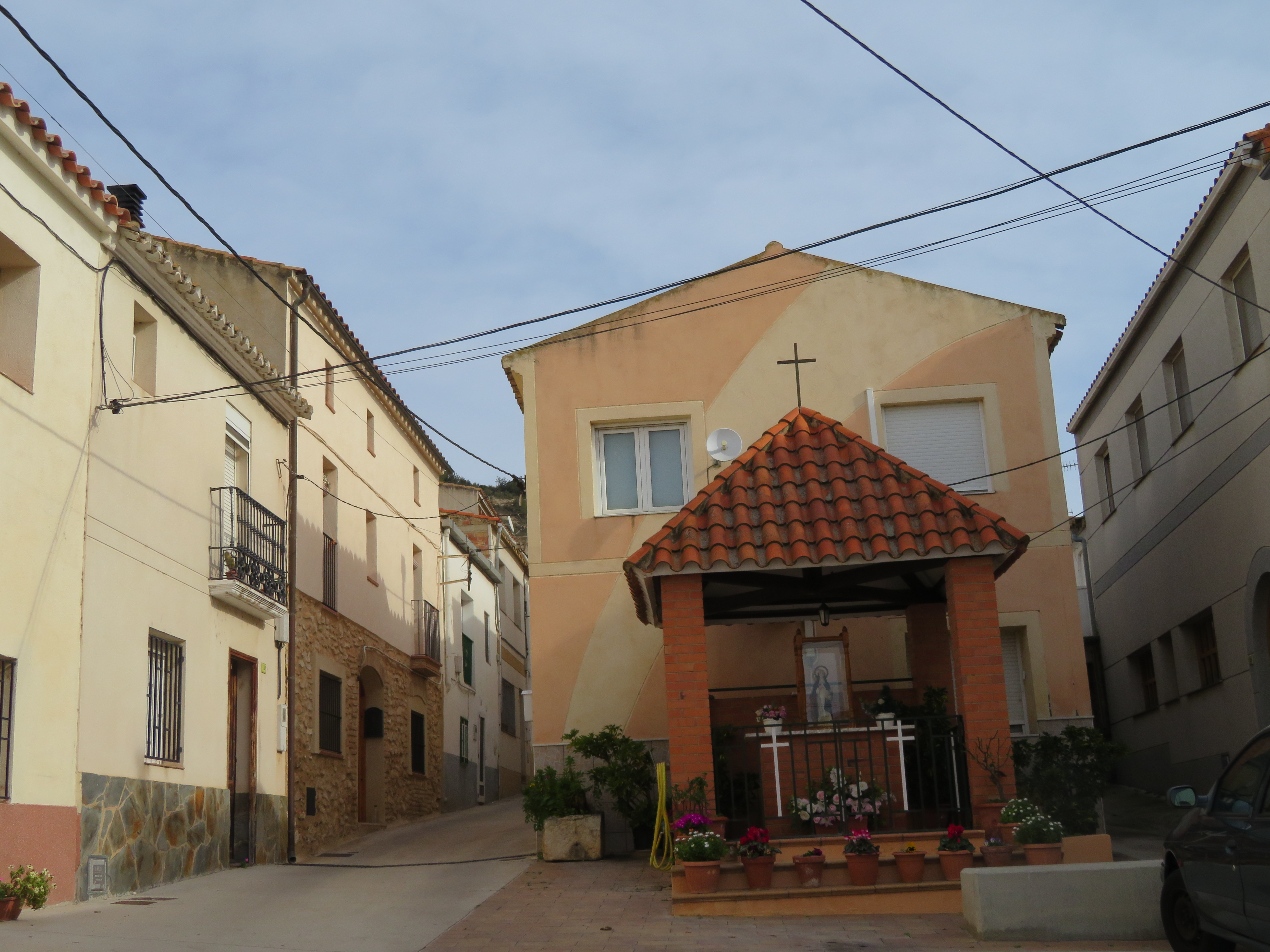
Santa Rosa de Lima, localidad de Tortosa

Santa Rosa de Lima es un pequeño núcleo de población o partida, español, del municipio de Tortosa, conocido también como «La Calle» o «Santa Rosa».

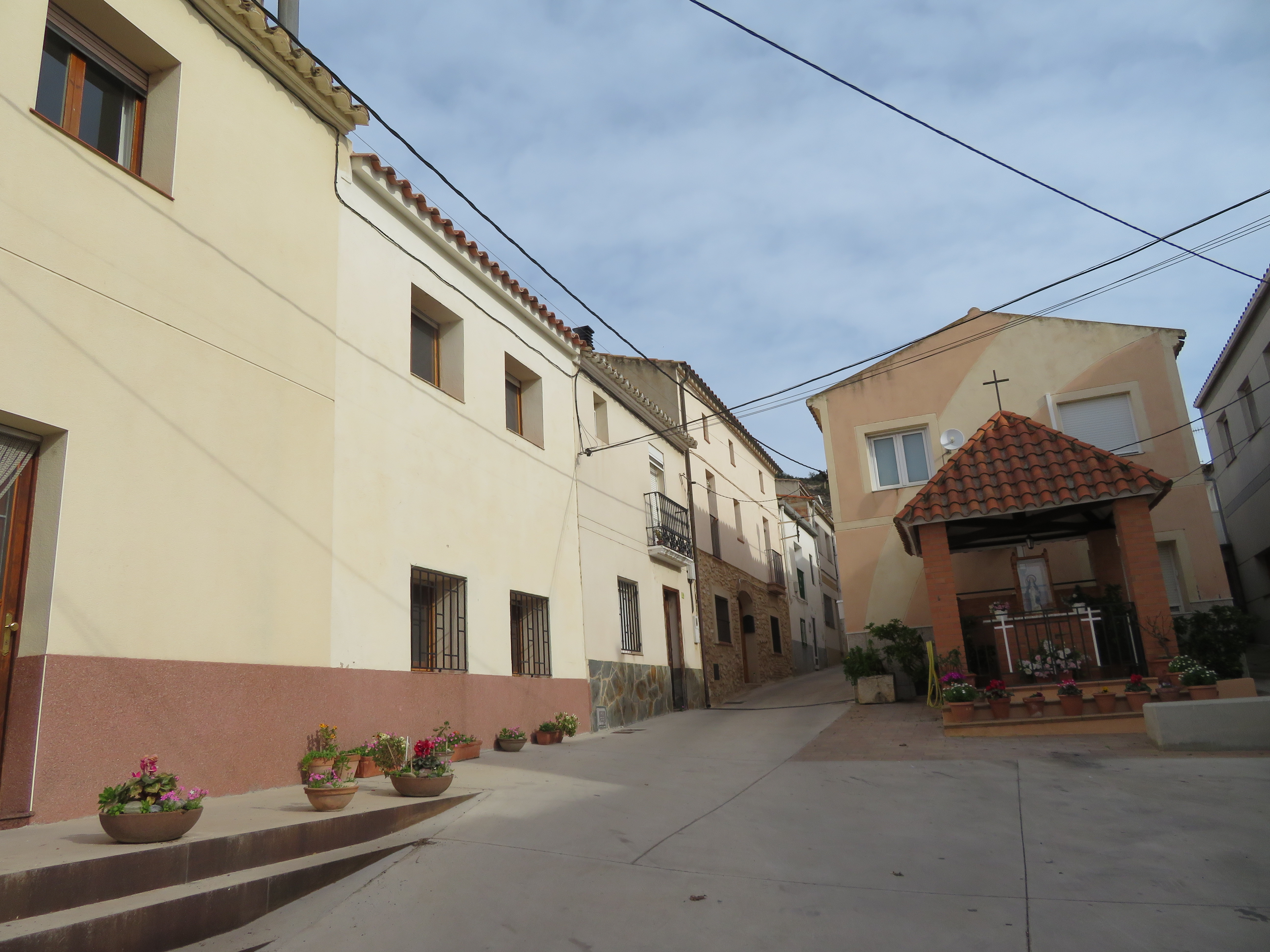
Santa Rosa de Lima, localidad de Tortosa

## Toponimia
Recibe el nombre de Rosa de Lima por santa peruana homónima.
En 1671, hubo una celebración en Tortosa de la canonización de San Luis Beltrán, San Francisco de Borja y Santa Rosa de Lima, lo que puede estar en relación con el nombre de la localidad.

## Ubicación
Se encuentra al norte del municipio, a 2 km al norte del núcleo poblacional de Bítem.
Coordenadas: 40°51′31″N 0°31′03″E / 40.85861, 0.51750